# Pretty Savage (canção de Blackpink)
"Pretty Savage" é uma canção gravada pelo girl group sul-coreano Blackpink de seu primeiro álbum de estúdio coreano, The Album. Foi lançado em 2 de outubro de 2020, pela YG Entertainment e Interscope. A faixa foi escrita por Teddy Park, Danny Chung, Løren, Jisoo, Jennie e Vince, com a produção sendo feita por Teddy ao lado de 24, R. Tee e Bekuh Boom. Liricamente, a música lida com o grupo não se importando com a opinião dos outros. A música foi tocada com "Lovesick Girls" em vários programas musicais na Coréia do Sul, incluindo Show! Music Core e Inkigayo e também no The Late Late Show with James Corden como uma apresentação de seu show ao vivo como atração principal, "The Show".
"Pretty Savage" estreou no top 100 de vários países, incluindo Austrália, Canadá, Malásia, Nova Zelândia, Singapura e Coreia do Sul. Embora não tenha entrado na Billboard Hot 100 dos EUA, estreou no número #21 na parada do Bubbling Under Hot 100.

## Antecedentes e promoção
"Pretty Savage" foi confirmada com a tracklist do álbum em 28 de setembro de 2020. "Pretty Savage" foi tocada com "Lovesick Girls" em programas musicais e de variedades em outubro após o lançamento do álbum. No dia 10 de outubro, o grupo fez a estreia da música no Show! Music Core da MBC.  No dia seguinte, Blackpink cantou a música no Inkigayo.
Blackpink também deu uma entrevista com James Corden no The Late Late Show with James Corden como parte da promoção do grupo nos Estados Unidos para seu show virtual "The Show" e, em seguida, apresentou a faixa como uma prévia do referido show.

## Composição
"Pretty Savage" foi escrita por Teddy, Danny Chung, Jisoo, Jennie, Løren e Vince, com a produção sendo feita por Teddy ao lado de 24, R. Tee e Bekuh Boom. A música dura três minutos e dezenove segundos. "Pretty Savage" é uma canção trap com "vocais assombrados e uma batida nervosa e staccato", essas letras são um "dedo do médio coletivo para os haters". A música é sobre como o sucesso do grupo vem por ser diferente de todos os outros.

## Recepção critica
A canção foi recebida com críticas geralmente positivas dos críticos. Escrevendo para a Billboard, Jason Lipshutz classificou "Pretty Savage" como a melhor música do álbum, chamando-a de "hipnótica durante seus pontos altos ferozes" e uma das melhores canções de Blackpink.. Callie Ahlgrim do Insider chamou "Pretty Savage" de uma "injeção direta de adrenalina" e observou que a letra "Sim, nós, algumas vadias que você não consegue controlar" são um "ás na manga". Escrevendo para a Rolling Stone, Tim Chan a rotulou como a "faixa mais atrevida", desde "Thank U, Next" de Ariana Grande. Em uma crítica mais negativa, Mikael Wood para o Los Angeles Times descreveu a canção, ao lado de "How You Like That", como "duas declarações vagamente formuladas de autodeterminação feroz ".

## Créditos e pessoal
Créditos adaptados do Tidal e do site oficial do grupo.
- Blackpink – vocais
- Teddy – produtor, letrista, compositor, arranjador
- 24 – produtor, compositor, arranjador
- R. Tee – produtor, compositor, arranjador
- Bekuh Boom – compositor
- Danny Chung – letrista
- Løren – letrista
- Vince – letrista
- Jason Roberts – mixer

## Uso na mídia
"Pretty Savage" foi apresentada no filme de 2021 To All the Boys: Always and Forever da Netflix.
A boy band sul-coreana iKon realizou um remake da canção intitulada "Classy Savage" com uma participação especial de Lisa no programa de competição de 2021 Mnet Kingdom: Legendary War.

## Gráficos
| Chart (2020)                                    | Melhor posição |
| ----------------------------------------------- | -------------- |
| Australia (ARIA)                                | 71             |
| Canadá (Canadian Hot 100)                       | 87             |
| Global 200 (Billboard)                          | 32             |
| Malaysia (RIM)                                  | 2              |
| New Zealand Hot Singles (RMNZ)                  | 8              |
| Singapore (RIAS)                                | 3              |
| South Korea (Gaon)                              | 45             |
| South Korea (K-pop Hot 100)                     | 36             |
| Estados Unidos (Bubbling Under Hot 100 Singles) | 21             |
| US World Digital Song Sales (Billboard)         | 2              |

| Chart (2020)       | Melhor posição |
| ------------------ | -------------- |
| South Korea (Gaon) | 51             |

## Histórico de lançamento
| Região | Data                 | Formato                    | Rótulo        | Ref. |
| ------ | -------------------- | -------------------------- | ------------- | ---- |
| Vários | 2 de outubro de 2020 | Digital download streaming | YG Interscope | .    |